# 三王战役
三王战役（阿拉伯语：معركة القصر الكبير），也称凯比尔堡战役（阿拉伯语：معركة القصر الكبير），在摩洛哥也被称为马哈赞河战役（阿拉伯语：معركة وادي المخازن），在葡萄牙也称阿尔卡塞尔·阿尔克比尔战役（葡萄牙語：Batalha de Alcácer-Quibir），是1578年8月4日发生在摩洛哥北部马哈赞河附近的凯比尔堡（葡萄牙称阿尔卡塞尔·阿尔克比尔）的一次战斗，参战的一方为葡萄牙国王塞巴斯蒂昂和摩洛哥前苏丹穆泰瓦基勒的联军，另一方为摩洛哥苏丹马立克率领的摩洛哥军队。因有三个君王参战，故名。摩洛哥军队虽装备略逊一籌，但进攻十分凶猛。最终，葡萄牙军队被击溃。葡军在向马哈赞河对岸撤退时正值涨潮，塞巴斯蒂昂據信在亂軍中被斬首，遺體下落不明，穆泰瓦基勒則與諸多潰兵一同溺斃，其余大部分被俘虏。抱病參戰的马立克也于次日不治身亡。由於不論勝敗，共有三名國王殞命此役，摩洛哥人隨稱此役為三王战役。
这场战争是葡萄牙由盛转衰的转折点。葡萄牙贵族为了从摩洛哥人手中赎回亲戚，不得不支付巨额的赎金，葡萄牙经济受到重创。1580年西班牙国王菲利普二世趁机派遣阿尔瓦公爵率军强行合併了葡萄牙。